# Mông Thành
Mông Thành (chữ Hán giản thể: 蒙城县, âm Hán Việt: Mông Thành huyện) là một huyện của địa cấp thị Bạc Châu, tỉnh An Huy, Cộng hòa Nhân dân Trung Hoa. Huyện Mông Thành có diện tích 2091 km², dân số 1,22 triệu người, trong đó nông dân là 1,09 triệu người. Mã số bưu chính của Tiếu Thành là 233500, mã số điện thoại là 0558. Về mặt hành chính, huyện này được chia thành 19 trấn, 5 hương và 1 lâm trường. 
- Trấn: Đàn Thành, Phạm Tập, Liễu Lâm, Thành Quan, Song Gian, Tiểu Gian, Tam Nghĩa, Lạc Thổ, Liễu Lâm, Hứa Thoản, Tất Viên, Đàn Thành, Nhạc Phường, Thường Hưng, Sở Thôn, Lập Thương, Điền Kiều, Phạm Tập, Mã Tập, Bản Kiều Tập.
- Hương: Ly Ba, Lư Vọng, La Tập, Vương Tập, Di Thôn, Tiểu Tân Tập.
- Nông trường: Bạch Dương.

## Climate
| Dữ liệu khí hậu của Mông Thành, elevation 26 m (85 ft), (1991–2020 normals, extremes 1981–present) | Dữ liệu khí hậu của Mông Thành, elevation 26 m (85 ft), (1991–2020 normals, extremes 1981–present) | Dữ liệu khí hậu của Mông Thành, elevation 26 m (85 ft), (1991–2020 normals, extremes 1981–present) | Dữ liệu khí hậu của Mông Thành, elevation 26 m (85 ft), (1991–2020 normals, extremes 1981–present) | Dữ liệu khí hậu của Mông Thành, elevation 26 m (85 ft), (1991–2020 normals, extremes 1981–present) | Dữ liệu khí hậu của Mông Thành, elevation 26 m (85 ft), (1991–2020 normals, extremes 1981–present) | Dữ liệu khí hậu của Mông Thành, elevation 26 m (85 ft), (1991–2020 normals, extremes 1981–present) | Dữ liệu khí hậu của Mông Thành, elevation 26 m (85 ft), (1991–2020 normals, extremes 1981–present) | Dữ liệu khí hậu của Mông Thành, elevation 26 m (85 ft), (1991–2020 normals, extremes 1981–present) | Dữ liệu khí hậu của Mông Thành, elevation 26 m (85 ft), (1991–2020 normals, extremes 1981–present) | Dữ liệu khí hậu của Mông Thành, elevation 26 m (85 ft), (1991–2020 normals, extremes 1981–present) | Dữ liệu khí hậu của Mông Thành, elevation 26 m (85 ft), (1991–2020 normals, extremes 1981–present) | Dữ liệu khí hậu của Mông Thành, elevation 26 m (85 ft), (1991–2020 normals, extremes 1981–present) | Dữ liệu khí hậu của Mông Thành, elevation 26 m (85 ft), (1991–2020 normals, extremes 1981–present) |
| Tháng                                                                                              | 1                                                                                                  | 2                                                                                                  | 3                                                                                                  | 4                                                                                                  | 5                                                                                                  | 6                                                                                                  | 7                                                                                                  | 8                                                                                                  | 9                                                                                                  | 10                                                                                                 | 11                                                                                                 | 12                                                                                                 | Năm                                                                                                |
| -------------------------------------------------------------------------------------------------- | -------------------------------------------------------------------------------------------------- | -------------------------------------------------------------------------------------------------- | -------------------------------------------------------------------------------------------------- | -------------------------------------------------------------------------------------------------- | -------------------------------------------------------------------------------------------------- | -------------------------------------------------------------------------------------------------- | -------------------------------------------------------------------------------------------------- | -------------------------------------------------------------------------------------------------- | -------------------------------------------------------------------------------------------------- | -------------------------------------------------------------------------------------------------- | -------------------------------------------------------------------------------------------------- | -------------------------------------------------------------------------------------------------- | -------------------------------------------------------------------------------------------------- |
| Cao kỉ lục °C (°F)                                                                                 | 19.4 (66.9)                                                                                        | 26.8 (80.2)                                                                                        | 33.0 (91.4)                                                                                        | 34.1 (93.4)                                                                                        | 36.8 (98.2)                                                                                        | 39.7 (103.5)                                                                                       | 40.8 (105.4)                                                                                       | 38.8 (101.8)                                                                                       | 37.6 (99.7)                                                                                        | 34.1 (93.4)                                                                                        | 28.3 (82.9)                                                                                        | 21.7 (71.1)                                                                                        | 40.8 (105.4)                                                                                       |
| Trung bình ngày tối đa °C (°F)                                                                     | 6.3 (43.3)                                                                                         | 9.2 (48.6)                                                                                         | 15.6 (60.1)                                                                                        | 21.6 (70.9)                                                                                        | 27.1 (80.8)                                                                                        | 31.3 (88.3)                                                                                        | 32.3 (90.1)                                                                                        | 31.4 (88.5)                                                                                        | 27.5 (81.5)                                                                                        | 22.2 (72.0)                                                                                        | 14.9 (58.8)                                                                                        | 8.3 (46.9)                                                                                         | 20.6 (69.1)                                                                                        |
| Trung bình ngày °C (°F)                                                                            | 1.6 (34.9)                                                                                         | 4.1 (39.4)                                                                                         | 10.0 (50.0)                                                                                        | 15.7 (60.3)                                                                                        | 21.3 (70.3)                                                                                        | 25.7 (78.3)                                                                                        | 27.8 (82.0)                                                                                        | 27.0 (80.6)                                                                                        | 22.2 (72.0)                                                                                        | 16.7 (62.1)                                                                                        | 10.1 (50.2)                                                                                        | 3.2 (37.8)                                                                                         | 15.4 (59.8)                                                                                        |
| Tối thiểu trung bình ngày °C (°F)                                                                  | −2.1 (28.2)                                                                                        | 0.2 (32.4)                                                                                         | 5.1 (41.2)                                                                                         | 10.2 (50.4)                                                                                        | 16.0 (60.8)                                                                                        | 20.9 (69.6)                                                                                        | 24.3 (75.7)                                                                                        | 23.6 (74.5)                                                                                        | 18.3 (64.9)                                                                                        | 12.4 (54.3)                                                                                        | 6.3 (43.3)                                                                                         | −0.8 (30.6)                                                                                        | 11.2 (52.2)                                                                                        |
| Thấp kỉ lục °C (°F)                                                                                | −14.0 (6.8)                                                                                        | −12.9 (8.8)                                                                                        | −6.7 (19.9)                                                                                        | 0.0 (32.0)                                                                                         | 4.9 (40.8)                                                                                         | 12.7 (54.9)                                                                                        | 17.8 (64.0)                                                                                        | 14.8 (58.6)                                                                                        | 9.5 (49.1)                                                                                         | 0.8 (33.4)                                                                                         | −8.2 (17.2)                                                                                        | −15.9 (3.4)                                                                                        | −15.9 (3.4)                                                                                        |
| Lượng Giáng thủy trung bình mm (inches)                                                            | 25.4 (1.00)                                                                                        | 30.4 (1.20)                                                                                        | 48.4 (1.91)                                                                                        | 51.2 (2.02)                                                                                        | 77.1 (3.04)                                                                                        | 131.8 (5.19)                                                                                       | 241.7 (9.52)                                                                                       | 135.9 (5.35)                                                                                       | 76.3 (3.00)                                                                                        | 52.3 (2.06)                                                                                        | 39.1 (1.54)                                                                                        | 21.5 (0.85)                                                                                        | 931.1 (36.68)                                                                                      |
| Số ngày giáng thủy trung bình (≥ 0.1 mm)                                                           | 5.4                                                                                                | 7.1                                                                                                | 7.1                                                                                                | 7.5                                                                                                | 8.1                                                                                                | 8.6                                                                                                | 12.4                                                                                               | 11.0                                                                                               | 8.3                                                                                                | 6.7                                                                                                | 7.1                                                                                                | 5.1                                                                                                | 94.4                                                                                               |
| Số ngày tuyết rơi trung bình                                                                       | 3.8                                                                                                | 2.8                                                                                                | 1.0                                                                                                | 0.1                                                                                                | 0                                                                                                  | 0                                                                                                  | 0                                                                                                  | 0                                                                                                  | 0                                                                                                  | 0                                                                                                  | 0.6                                                                                                | 1.6                                                                                                | 9.9                                                                                                |
| Độ ẩm tương đối trung bình (%)                                                                     | 70                                                                                                 | 69                                                                                                 | 68                                                                                                 | 70                                                                                                 | 71                                                                                                 | 69                                                                                                 | 80                                                                                                 | 82                                                                                                 | 77                                                                                                 | 70                                                                                                 | 70                                                                                                 | 70                                                                                                 | 72                                                                                                 |
| Số giờ nắng trung bình tháng                                                                       | 126.4                                                                                              | 129.7                                                                                              | 161.6                                                                                              | 192.2                                                                                              | 196.7                                                                                              | 176.7                                                                                              | 178.5                                                                                              | 173.6                                                                                              | 160.4                                                                                              | 166.0                                                                                              | 146.7                                                                                              | 133.7                                                                                              | 1.942,2                                                                                            |
| Phần trăm nắng có thể                                                                              | 40                                                                                                 | 41                                                                                                 | 43                                                                                                 | 49                                                                                                 | 46                                                                                                 | 41                                                                                                 | 41                                                                                                 | 42                                                                                                 | 44                                                                                                 | 48                                                                                                 | 47                                                                                                 | 43                                                                                                 | 44                                                                                                 |
| Nguồn: China Meteorological Administration                                                         | | | | | | | | | | | | | |